# Penichrophorus reductus
Penichrophorus reductus är en insektsart som beskrevs av Richter. Penichrophorus reductus ingår i släktet Penichrophorus och familjen hornstritar. Inga underarter finns listade i Catalogue of Life.